# Áurea Cruz

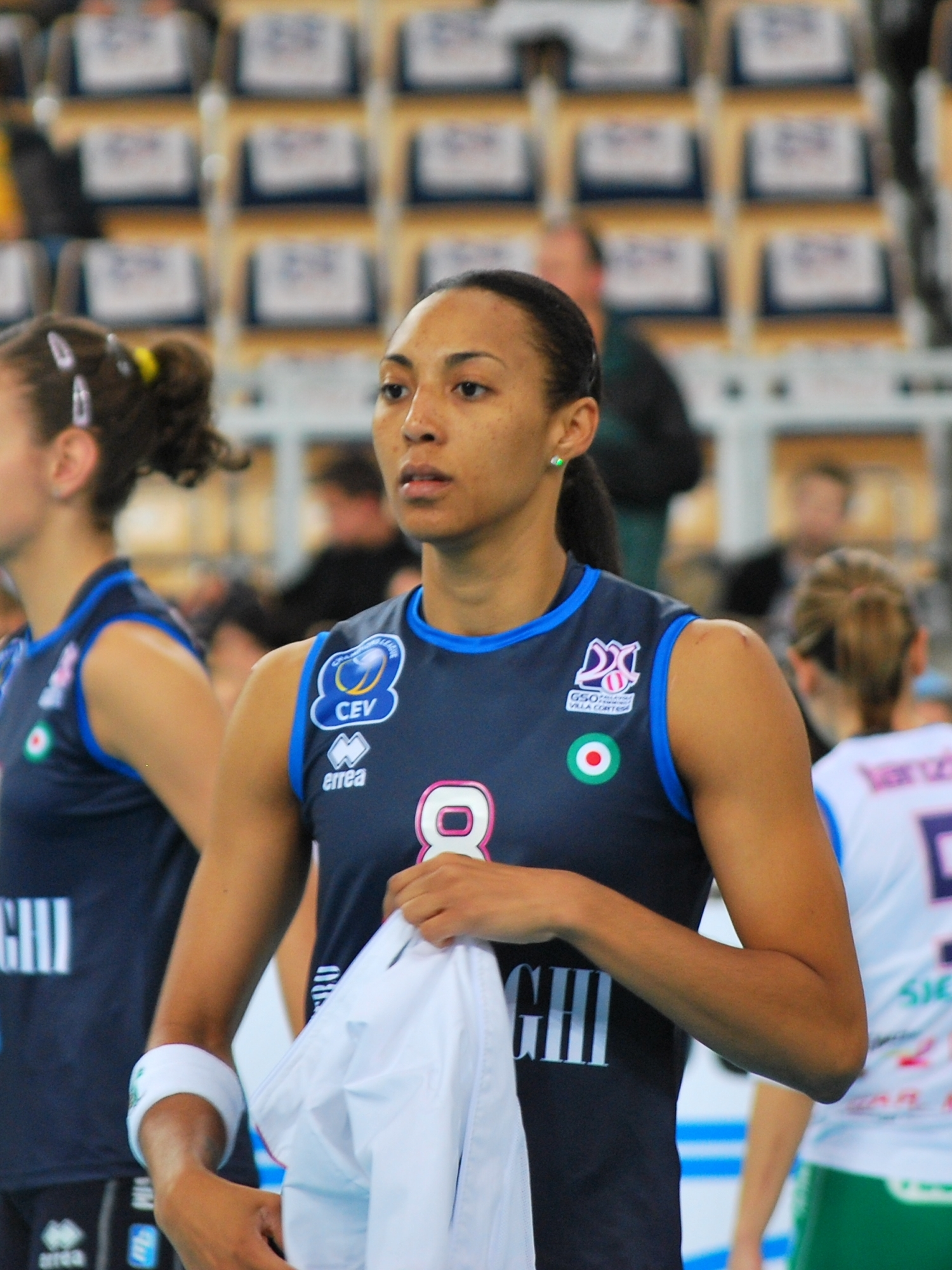
Áurea Cruz zawodniczką MC-PietroCarnaghi Villa Cortese

Áurea Cruz (ur. 10 stycznia 1982 w Bayamónie) – portorykańska siatkarka, reprezentantka kraju, grająca na pozycji przyjmującej.

## Kariera klubowa
| Kariera juniorska         | Kariera juniorska                | Kariera juniorska | Kariera juniorska | Kariera juniorska | Kariera juniorska | Kariera juniorska | Kariera juniorska | Kariera juniorska | Kariera juniorska | Kariera juniorska |
| ------------------------- | -------------------------------- | ----------------- | ----------------- | ----------------- | ----------------- | ----------------- | ----------------- | ----------------- | ----------------- | ----------------- |
| Lata                      | Klub                             |                   |                   |                   |                   |                   |                   |                   |                   |                   |
| 1998–2000                 | Llaneras de Toa Baja             |                   |                   |                   |                   |                   |                   |                   |                   |                   |
| Kariera seniorska         |                                  |                   |                   |                   |                   |                   |                   |                   |                   |                   |
| Lata                      | Klub                             |                   |                   |                   |                   |                   |                   |                   |                   |                   |
| 2000–2003                 | University of Florida            |                   |                   |                   |                   |                   |                   |                   |                   |                   |
| 2004–2005                 | Llaneras de Toa Baja             |                   |                   |                   |                   |                   |                   |                   |                   |                   |
| 2005–2006                 | Volley Airone Tortolì            |                   |                   |                   |                   |                   |                   |                   |                   |                   |
| 2006–2007                 | Lines Ecocapitanata Altamura     |                   |                   |                   |                   |                   |                   |                   |                   |                   |
| 2007–2008                 | Icaro Alaro Mallorca             |                   |                   |                   |                   |                   |                   |                   |                   |                   |
| 2008–2009                 | Suwon Hyundai E&C Hillstate      |                   |                   |                   |                   |                   |                   |                   |                   |                   |
| 2009–2012                 | MC-PietroCarnaghi Villa Cortese  |                   |                   |                   |                   |                   |                   |                   |                   |                   |
| 2012–2015                 | Rabitə Baku                      |                   |                   |                   |                   |                   |                   |                   |                   |                   |
| 2015–2016                 | Igor Gorgonzola Novara           |                   |                   |                   |                   |                   |                   |                   |                   |                   |
| 2016–2017                 | Savino Del Bene Scandicci        |                   |                   |                   |                   |                   |                   |                   |                   |                   |
| 2018–2018 (od 07.01.2018) | Sarıyer Belediyesi SK            |                   |                   |                   |                   |                   |                   |                   |                   |                   |
| 2018–2019                 | Bosca San Bernardo Cuneo         |                   |                   |                   |                   |                   |                   |                   |                   |                   |
| 2019–2019 (do 27.12.2019) | Golden Tulip 2.0 Volalto Caserta |                   |                   |                   |                   |                   |                   |                   |                   |                   |
| 2020–2020 (od 20.01.2020) | Amazonas de Trujillo Alto        |                   |                   |                   |                   |                   |                   |                   |                   |                   |

## Sukcesy klubowe
Liga portorykańska:
- 1999, 2009
- 2000

Liga hiszpańska:
- 2008

Puchar Włoch:
- 2010, 2011

Liga włoska:
- 2010, 2011, 2012

Klubowe Mistrzostwa Świata:
- 2013

Liga Mistrzyń:
- 2013
- 2014

Liga azerska:
- 2013, 2014, 2015

## Sukcesy reprezentacyjne
Puchar Panamerykański:
- 2016
- 2009, 2014

Mistrzostwa Ameryki Północnej:
- 2009
- 2013, 2015

## Nagrody indywidualne
- 2005: Najlepsza przyjmująca Mistrzostw Ameryki Północnej
- 2006: Najlepsza punktująca i serwująca Pucharu Panamerykański
- 2007: Najlepsza przyjmująca Igrzyska Panamerykańskich
- 2007: Najlepsza serwująca Mistrzostw Ameryki Północnej
- 2009: Najlepsza punktująca Pucharu Panamerykański
- 2009: Najlepsza punktująca Mistrzostw Ameryki Północnej
- 2013: Najlepsza przyjmująca azerskiej Superligi w sezonie 2012/2013
- 2014: MVP, najlepsza przyjmująca i broniąca azerskiej Superligi w sezonie 2013/2014
- 2015: MVP i najlepsza atakująca azerskiej Superligi w sezonie 2014/2015